# Miriam Alarcón
Miriam Alarcón Torres (Ibiza, 27 de junio de 1993) es una arquera recurva española.

## Trayectoria
Alarcón representó a España en los Campeonatos del Mundo Juveniles de Tiro con Arco en 2008 (en Antalya), en 2009 (en Ogden ) y en 2010 (en Legnica). Compitió en los Juegos Olímpicos de la Juventud de Verano de 2010, los Juegos Olímpicos de la Juventud inaugurales, celebrados en Singapur.
En junio de 2015, Alarcón representó a España en los Juegos Europeos de 2015 en Bakú, Azerbaiyán. A principios de julio del mismo año, lo hizo en la Universidad de Verano de 2015, en Gwangju, Corea del Sur. Y, a finales de julio, compitió en el evento recurvo individual y el evento recurvo por equipos en el Campeonato Mundial de Tiro con Arco al Aire Libre en Copenhague, Dinamarca.